# اچ‌ام‌اس کاتسمور (ام۳۲)
اچ‌ام‌اس کاتسمور (ام۳۲) (به انگلیسی: HMS Cottesmore (M32)) یک کشتی است که طول آن 60 m می‌باشد. این کشتی در سال ۱۹۸۲ ساخته شد.